# Escándalo de Banestado
El escándalo de Banestado involucró remesas ilegales de divisas por parte del sistema financiero público brasileño, en el exterior, en la segunda mitad de la década de 1990. Hubo una investigación federal y el establecimiento de una Comisión de Investigación Parlamentaria en 2003.
Bajo el esquema de Banestado, se enviaron ilegalmente decenas de miles de millones de reales a los Estados Unidos de América. De los 91 millones de dólares que se desviaron a Estados Unidos, las autoridades estadounidenses devolvieron sólo 17 millones de dólares a Brasil.

## Historia
En 1996, Dario Messer fue acusado de malversar $ 228,300 de una cuenta de sucursal bancaria de Nueva York. En su defensa escrita, no solo admitió el desvío, sino que reveló detalles del esquema ilegal de recaudación de dinero y remesas en el extranjero, enumerando 107 cuentas en esa agencia en Nueva York.

### IPC de Banestado
El Comité Parlamentario (Mixto) de Investigación (CPI) de Banestado sobre Evasión de Divisas, o CPI, fue creado por la Cámara de Diputados el 26 de junio de 2003 para investigar las responsabilidades por evasión de divisas de Brasil a los paraísos fiscales, entre 1996 y 2002, cuando más de US $ 30 mil millones fueron retirados indebidamente del país a través de cuentas CC5 del Banco del Estado de Paraná o Banestado , según estimaciones reveladas por el operativo Macuco, realizado por la Policía Federal.
El presidente del CPI fue el senador Antero Paes de Barros (PSDB), el vicepresidente fue el diputado Rodrigo Maia (PFL) y el relator fue el diputado José Mentor (PT).
La actuación del relator del CPI, diputado José Mentor, fue ampliamente criticada y fue acusada por algunos parlamentarios de haber saboteado el CPI. Mentor también fue autor de un controvertido proyecto que, de aprobarse, daría amnistía a todas las personas que enviaran ilegalmente al exterior. Según el diputado, dicha medida tendría como objetivo repatriar recursos al exterior. Después de año y medio de investigaciones, Mentor concluyó el informe sugiriendo la imputación de 91 personas por envío irregular de dinero a paraísos fiscales a través de cuentas CC5, desviaciones que alcanzarían el orden de los 20.000 millones de dólares. Entre los acusados, Gustavo Franco (afiliado al PSDB en ese momento y presidente del Banco Central bajo el gobierno de Fernando Henrique Cardoso), exalcalde de São Paulo Celso Pitta y el propietario de Casas Bahía (la cadena minorista más grande de Brasil), Samuel Klein. Por su parte, el PSDB quiso presentar "otra versión del CPI" en la que, por ejemplo, las acusaciones contra Gustavo Franco aparecerían "más indulgentes". El presidente del CPI de Banestado, el senador Antero Paes de Barros (PSDB-MT), luego de varios desacuerdos con el relator, decidió dar por terminada la labor de la comisión sin que el texto presentado por el diputado pasara por el voto de los integrantes del CPI. El presidente del Colegio de Abogados de Brasil, Roberto Busato, criticó duramente los resultados del CPI: “La votación de su informe está frustrada debido a la pura lucha política de los políticos que estuvieron en el centro de atención todo el tiempo, me parece que solo intenta para capturar ventajas electorales y no con el objetivo de brindar un servicio a la nación ”, criticó Busato.
El caso fue juzgado por el ministro Dias Toffoli, de la Suprema Corte Federal, luego de haber sido impedido de juzgar por el VI Juzgado Penal Federal de São Paulo.